# Mediodactylus aspratilis
Mediodactylus aspratilis, también conocido como gecko iraní, es una especie de geco del género Mediodactylus, familia Gekkonidae, orden Squamata. Fue descrita científicamente por Anderson en 1973.

## Descripción
Posee escamas en todo el cuerpo fuertemente quilladas y cola segmentada.

## Distribución
Se distribuye por Irán.